# 萨希布扎达·法鲁克·阿里
萨希布扎达·法鲁克·阿里（1931年9月5日—2020年11月29日），巴基斯坦政治人物，曾任国民议会议长。

## 生平
1931年生于沃济拉巴德附近（现属于古杰兰瓦拉县）。曾在木爾坦和巴哈瓦尔布尔的信息和公共关系部门以及文化部门工作。曾担任巴基斯坦国民议会特别委员会主席。1973年至1977年担任议长。2020年11月29日在木爾坦逝世。